# Parafia Najświętszej Maryi Panny Królowej Różańca Świętego w Słupsku
Parafia pw. Najświętszej Maryi Panny Królowej Różańca Świętego w Słupsku – rzymskokatolicka parafia należąca do dekanatu Słupsk Wschód, diecezji koszalińsko-kołobrzeskiej, metropolii szczecińsko-kamieńskiej.

## Historia
Została utworzona 1 czerwca 1946 r. przez gorzowskiego administratora apostolskiego Edmunda Nowickiego.

## Miejsca święte

### Kościół parafialny
Kościół pw. Najświętszej Maryi Panny Królowej Różańca Świętego w Słupsku

## Duszpasterze

### Proboszczowie
| Proboszczowie         | Okres urzędowania w parafii | Źródło |
| --------------------- | --------------------------- | ------ |
| Jan Zieja             | 1945–1946                   | [ 1 ]  |
| Karol Chmielewski     | 1946–1964                   | [ 1 ]  |
| Witold Szymczukiewicz | 1964–1979                   | [ 1 ]  |
| Ryszard Król          | 1979–1995                   | [ 1 ]  |
| Paweł Jochaniak       | 1995–2008                   | [ 1 ]  |
| Zbigniew Krawczyk     | od 2008                     |        |

### Księża obecnie posługujący w parafii
| Wikariusze i pomoc duszpasterska – obecnie posługujący | Rok     | Źródło |
| ------------------------------------------------------ | ------- | ------ |
| Wojciech Borkowski                                     | od 2021 | [ 1 ]  |
| Maksymilian Atałap                                     | od 2023 | [ 1 ]  |
| Krzysztof Obolewicz (pomoc duszpasterska)              | od 2024 | [ 1 ]  |
| Jan Giriatowicz (rezydent)                             | od 2015 | [ 1 ]  |
|                                                        |         |        |